# Lava Man
Lava Man, född 20 mars 2001 i Sanger i Kalifornien, är ett engelskt fullblod, mest känt för att ha varit första hästen som lyckats segra i Santa Anita Handicap, Hollywood Gold Cup och Pacific Classic Stakes under samma kalenderår (2006).

## Karriär
Lava Man är en mörkbrun valack efter Slew City Slew och under L'il Ms. Leonard (efter Nostalgia's Star). Han föddes upp av Lonnie Arterburn, Eve Kuhlmann, Kim Kuhlmann och ägs av Arterburn and Kuhlmann / STD Racing Stable/Jason Wood. Han tränades under tävlingskarriären av Lonnie Arterburn och Doug O'Neill.
Lava Man tävlade mellan 2003 och 2009 och sprang in totalt 5 268 706 dollar på 47 starter, varav 17 segrar, 8 andraplatser och 5 tredjeplatser. Han tog karriärens största segrar i Californian Stakes (2005), Hollywood Gold Cup (2005, 2006, 2007), Sunshine Millions Classic (2006), Santa Anita Handicap (2006, 2007), Khaled Stakes (2006), Charles Whittingham Memorial Handicap (2006), Pacific Classic Stakes (2006), Goodwood Breeders' Cup Handicap (2006), Sunshine Millions Turf (2007).
2006 blev Lava Man den första hästen sedan Triple Crown-vinnaren Affirmed 1979 att segra i både Santa Anita Handicap och Hollywood Gold Cup samma år. Under säsongen lyckades han även segra i Pacific Classic Stakes, vilket gjorde att han blev den första hästen som lyckats segra i Santa Anita Handicap, Hollywood Gold Cup och Pacific Classic Stakes under samma kalenderår. Bedriften har sedan tangerats av Game On Dude 2013 och Accelerate 2018.
Lava Mans gjorde sin sista start i San Gabriel Handicap på Santa Anita Park den 27 december 2009, där han slutade sist. Det tillkännagavs den 5 januari 2010 att Lava Man hade avslutat sin tävlingskarriär.
2012 var Lava Man ledarhäst för den treåriga hingsten I'll Have Another innan både Kentucky Derby och Preakness Stakes, löp som I'll Have Another sedan vann.
Lava Man genomgick en kolikoperation i juli 2018.